# عمرو لیث
عمرو لیث صفاری (نامعلوم – ۲۸۹ قمری)، دومین امیر حکومت صفاریان بود که پس از مرگ برادرش یعقوب لیث در سال ۲۶۵ه /۸۷۹م جانشین او شد. او در دوران حکومت خود با مشکلات بسیاری روبه‌رو بود، وجود دشمنان سرسختی همانند رافع بن هرثمه، خجستانی و علی برادر عمرو که در تلاش بود حکومت را به دست گیرد، کار را بر او سخت کرد. سرانجام در سال ۲۸۹ هجری اسیر سپاهیان سامانی و سپس کشته شد.

## زمینهٔ تاریخی
به‌لحاظ جغرافیایی سیستان ولایتی حاصلخیز و پُرنعمت به‌شمار می‌رفت و در قرن ۳ هجری، از دورهٔ فتوح اسلامی تا اوایل خلافت عباسی، همواره به‌لحاظ سیاسی تابع عراق بود. پس از تشکیل حکومت طاهریان در خراسان، حاکم سیستان از سوی فرمانروایان خراسان تعیین می‌شد و این شیوه تا زمان به قدرت رسیدن خاندان صفاری در این ناحیه ادامه داشت؛ به‌طوری که سیستان از این جهت شهرت پیدا کرد که امیران صفاری از آنجا برخاستند و در قسمت عمدهٔ جنوب و خاور ایران استقلال پیدا کردند. چهرهٔ سرزمین سیستان در سدهٔ ۴ق این چنین تصویر شده‌است:
از شرق به مکران و سرزمین هند و بخشی از مولتان، یعنی مغرب خراسان و بخشی از هند، از شمال به هند و از جنوب به بیابانی که میان سیستان و فارس و کرمان است، محدود می‌شود.

#### وضعیت اجتماعی و سیاسی سیستان
فتح ایران به‌دستِ مسلمانان عرب باعث دگرگونی وضعیت سیاسی و اجتماعی این سرزمین شد. هنوز دوران خلفای راشدین به پایان نرسیده بود که سیستان فتح و حکومت آن تابع دستگاه خلافت شد؛ اما در طول ۲۰۰ سال بعد، سیستان همواره یکی از ولایات مستعد شورش و محل تجمع خلافت‌های اموی و عباسی بود. سیستان که سرزمینی پُرآب و آباد بود، از همان ابتدا در معرض حملهٔ عرب‌ها و مخالفان حکومت‌های دمشق و بغداد بود. قرارگرفتن سیستان در مرز ایران و شبه‌قارهٔ هند و دوری از مرکز خلافت، موقعیت ویژه‌ای به این سرزمین بخشیده بود. جمعیت سیستان طی ۲۰۰ سال پس از ظهور اسلام، علاوه بر بومیان شامل گروه‌هایی از عرب‌ها می‌شد که از خراسان تا سیستان پراکنده بودند.

### قدرت‌گرفتن صفاریان
خلفا تا حدود زیادی کنترل خود را بر سیستان، حتی پیش از قدرت گرفتن برادران صفاری، از دست داده بودند، سیستان از سال ۲۰۶ق به بعد توسط طاهریان خراسان اداره می‌شد. در این زمان سیستان، همان‌طور که گفته شد، ولایتی پُر هرج‌ومرج و آشوب بود. سرانجام فردی به نام صالح بن نصر در بُست قدرت یافت و یعقوب و عیاران، که پیرو یعقوب بودند، از او پشتیبانی کردند. صالح با کمک آن‌ها شخصی به‌نام بشار را —که بر زرنگ سلطه یافته بود— شکست داد. پس از آن یعقوب به‌همراه برادرانش عمرو، علی و عیاران، به‌همراه درهم بن نصر و کثیر بن رقاد در جنگی علیه خوارج شرکت کردند. پس از مدتی صالح ناپدید شد و خبری از او نشد. یعقوب امید داشت پس از کوشش‌های بسیاری که کرده بود به امارت شهر زرنج برسد؛ اما مردم با درهم بن نصر پیمان بسته بودند، یعقوب مصلحت را در صبر دید و در ظاهر امارت درهم را پذیرفت. درهم نیز که به نیروی عیاران بسیار نیازمند بود، او را سپهسالار لشکر ساخت. به نظر می‌رسد که درهم از همان آغاز کار از قدرت یعقوب هراس داشت؛ چراکه ریاست شرطه را به فرد دیگری واگذار کرد. یعقوب در این زمان در حین اینکه با خوارج می‌جنگید، می‌کوشید تا جای پای خود را محکم کند؛ به‌شکلی که کم‌کم مردم به او علاقه‌مند شدند و درهم نیز به‌دلیل هراس از قدرت‌گیری بیشتر یعقوب مخالفت پنهان خود را با او آشکار کرد. درهم با تظاهر به بیماری چند روز در خانه ماند. پیداست که درهم در سَر نقشه‌ای برای کنارزدن یعقوب داشته‌است. در همین زمان یعقوب برای او پیغامی درشت می‌فرستد و درهم نیز به بهانهٔ آن دستور قتل یعقوب را صادر می‌کند؛ اما یعقوب که از پیش خود را آماده کرده بود، با او وارد جنگ شد و پیروز شد. یعقوب درهم را دستگیر و زندانی کرد. مردم سیستان ۵ روز مانده به پایان محرم سال ۲۴۷ق در روز شنبه با یعقوب به‌عنوان امیر سیستان بیعت کردند. عمرو، برادر کوچک‌تر یعقوب، بیشتر عمر خود را با او گذرانده بود، معتمد او بود و هنگامی که یعقوب قدرت یافت، گاهی او را به امیری می‌گماشت تا زمانی که خودش به حکومت رسید.

## نسب و تبار
صفاریان نسب خود را ابتدا به خسرو انوشیروان ساسانی و از انوشیروان به تهمورث می‌رساندند. علاوه بر صفاریان خاندان‌های دیگری مانند سامانیان و آل بویه نیز نسب خود را به شاهان قدیم ایران می‌رساندند. به‌عقیدهٔ باستانی پاریزی علت این انتساب‌ها، اعتقاد به فرّ ایزدی پادشاهان قدیم ایران بود. اعتقاد به فرّ پادشاهان از عقاید زرتشتیان بود و در زمان حکومت‌های جدید همچون صفاریان نیز هنوز معتقدانی داشته‌است.
نسب کامل عمرو به شکل زیر است:
عمرو بن لیث معدل بن حاتم ماهان بن کیخسرو بن اردشیر بن قباد بن خسروپرویز بن هرمز بن خسرو بن انوشیروان بن قباد بن فیروز بن یزدجرد بن بهرام جور بن یزدجرد بن شاپور بن شاپور ذوالاکتاف بن هرمز بن نرسی بن بهرام بن بهرام بن هرمز البطل بن شاپور بن اردشیر بن بابک بن ساسان بن بابک بن ساسان بن بهمن بن اسفندیار بن یستاسف بن لهراسب بن سیاوش بن لهراسب بن آهو جنگ بن کیقباد ب کی فشین بن کی ابیکه بن کی منوش بن نوذر بن منوش بن منوشورد بن منوشجهر بن نسرو سنج بن ایرج بن افریدون بن اتبین بن جمشید بن بحوجهان بن اینکهد بن اوشهنج بن فراوک بن سیامک بن میشی بن کیومرث.

## سال‌های ابتدایی
لیث، پدر عمرو، چهار پسر داشت (یعقوب، عمرو، علی و طاهر) که هرکدامشان به کاری مشغول بودند. عمرو لیث هم‌زمان با یعقوب زندگی روستایی در قرنین را ترک کرد. به‌قولی شغل استربانی، نجاری یا بنایی داشت. یعقوب پس از به قدرت رسیدن، او را به امارت خراسان گماشت. عمرو در بیشتر سفرهای جنگی یعقوب او را همراهی می‌کرد. در جنگی که بین یعقوب و محمد بن واصل درگرفت، غنائم زیادی به یعقوب رسید، در تقسیم این غنائم بین عمرو و یعقوب کدورتی به وجود آمد و عمرو رنجیده‌خاطر به سیستان رفت. یعقوب از این اتفاق وحشت‌زده شد؛ زیرا تصور می‌کرد که عمرو سر به طغیان برداشته است. این کدورت تا نبرد دیرالعاقول ادامه داشت. یعقوب زمانی که در این جنگ شکست خورد، نامه‌ای برای دل‌جویی به برادر نوشت. سرانجام عمرو با بازگشت به خوزستان یعقوب را در آخرین روزهای عمرش خشنود ساخت.

## حیات سیاسی

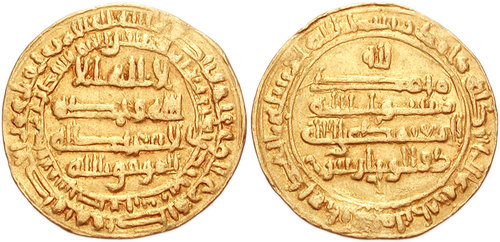
دینار المعتمد، واحد و سکه ضرب شده در دوره عمرو لیث

زمانی که یعقوب بر اثر قولنج درگذشت، نابسامانی‌هایی در وضعیت سپاهیان پدید آمد. گویا قهر کوتاه‌مدت عمرو و بازگشت او، باعث شده بود برادر دیگرشان، علی، به جانشینی یعقوب امیدوار شود و طرفدارانی نیز میان سپاهیان داشت؛ اما مهر و محبتی که توسط یعقوب میان سپاهیان به وجود آمده بود، مانعِ ازهم پاشیدن آن‌ها شد. گفته شده این اختلاف دو روز بیشتر طول نکشید، علی با وساطت یکی از سرداران قدیمی یعقوب، شاهین بن روشن، از برادر پوزش خواست و سرانجام با عمرو بیعت کرد؛ اما علی همچنان ناراضی بود و گاه‌وبیگاه مخالفت‌هایی می‌کرد. عمرو که در آغاز کار و معامله با خلیفه بود، به‌ناچار او را زندانی کرد. این اقدام تنها برای حفظ یکپارچگی لشکر بود؛ اما علی از زندان گریخت، با دشمنان عمرو متحد شد، با سردارانی مانند خجستانی و رافع بن هرثمه ارتباط برقرار کرد و به برادر خود خیانت کرد. عمرو پس از اطاعت از خلیفه، حکومت مناطقی را به دست آورد و برای تقویت بنیان حکومت خود، جلب رضایت و دلجویی از طاهریان، ادارهٔ مناطقی را نیز به آن‌ها سپرد تا از جانب ایشان آسوده‌خاطر باشد.

### کشمکش با احمد بن عبدلله خجستانی
با مرگ یعقوب و روی کار آمدن عمرو لیث، در اکثر متصرفات صفاریان شورش‌ها و غارت‌گری‌هایی صورت گرفت. احمد بن عبدلله خجستانی، از امرای دوران طاهریان و صفاریان، اهل خجستان از توابع بادغیس بود که در خراسان بنای نافرمانی و شورش گذاشت. عمرو لیث پس از آگاهی از این شورش، محمدبن الحسین الدرهمی را به‌نیابت از خود در سیستان گمارد و با لشکری عازم خراسان شد. لشکر او به سه قسمت تقسیم می‌شد: میسره، میمنه و قلب سپاه. فرماندهی میسره را به علی بن لیث داد، میمنه را به فرزند خود، محمد، سپرد و خود قلب لشکر را در اختیار گرفت؛ اما با وجود محاصرهٔ نیشابور و دادن تلفات بسیار، کاری از پیش نرفت. برخی علت آن را پیوستن علی بن لیث، برادر عمرو، به خجستانی می‌دانند. در هر صورت عمرو از محاصرهٔ نیشابور دست برداشت، به هرات رفت، در آنجا از روابط علی بن لیث با خجستانی آگاه شد و علی را به زندان افکند. در همین هنگام خجستانی به سیستان تاخت؛ اما کاری از پیش نبرد. محمد بن حسن درهمی —که نیابت حکومت سیستان را در اختیار داشت— به‌سختی با او مقابله کرد تا این که عمرو سپاهی به کمک او فرستاد؛ در نتیجه خجستانی به خراسان بازگشت. طبقات مذهبی خراسان به‌دلیل لوایی که عمرو لیث از خلیفه گرفته بود، در جنگ عمرو با خجستانی در خراسان به او بسیار یاری رساندند. اهل نیشابور نیز هوادار صفاریان شدند؛ اما خجستانی توانست بار دیگر بر این شهر اعمال قدرت کند. عمرو کوشید با اعطای سپهسالاری کل خراسان به ابوطلحه منصور بن مسلم با او متحد شود. از آن جایی که ابوطلحه از خجستانی به‌دلیل قتل برادرش کینه داشت، به سپاه عمرو پیوست؛ اما بازهم کاری از پیش نبردند. احمد بن عبدلله خجستانی در سال ۲۶۸ق پس از اینکه توانست طخارستان و هرات را تصرف و زرنج را غارت کند، در نیشابور به‌دست جمعی از غلامان خویش به قتل رسید؛ این‌چنین بود که فتنهٔ او پایان یافت و عمرو از این جهت آسوده‌خاطر شد.

### سفرهای جنگی عمرو به فارس
در منابع دو سفر جنگی عمرو به فارس در اوایل حکومتش ذکر شده که اولی در سال ۲۶۶ و دیگری در سال ۲۶۸ اتفاق افتاد.

#### شورش فارس
عمرو در سیستان بود که به او خبر رسید والی فارس، محمد بن لیث بن روح، مبلغ مقرر وجه نقد، هدایا و… را که باید برای خلیفه می‌فرستاد، نفرستاده و احمد بن عبدالعزیز عامل خراج نیز با او همکاری کرده‌است، در همان زمان وزیر خلیفه معتمد، صاعد بن مخلد، نامه‌ای به عمرو نوشت و خواستار دریافت مالیات فارس شد. عمرو در جواب نوشت که به‌خاطر شورش خجستانی نتوانسته به امور فارس رسیدگی کند، پس از فرستادن نامه، پسرش محمد را به‌نیابت از خویش در سیستان گماشت و به‌سمت فارس حرکت کرد. عمرو پس از رسیدن به فارس دو تن از سردارانش را مسئول دفع شورش و جنگ با محمد بن لیث و محمد بن عبدالله کرد (محمد بن عبدالله از امرای شورشی سپاه یعقوب لیث بود). سرداران شورشیان را سرکوب کرده، رؤسای آنان را اسیر کردند. محمد بن لیث و احمد بن عبدالعزیز از پیروزی‌های عمرو ترسیدند و فارس را ترک کردند.

#### درگیری‌های عمرو لیث و خلیفه در فارس
زمانی که قیام زنگیان سرکوب شد و موفق آسوده‌خاطر گشت، محمد بن طاهر، امیر پیشین خراسان، که از اسارت یعقوب به بغداد گریخته بود، کوشید تا خلیفه را قانع کند که او را به‌عنوان امیر به رسمیت بشناسد و رافع را به‌عنوان نمایندهٔ خویش در خراسان برگزیند؛ خلیفه نیز چنین کرد، عمرو را از حکومتش بر تمام مناطق برکنار کرد و اقدامات خود را برای بیرون‌کردن عمرو از فارس آغاز کرد. در همان سال احمد بن عبدالعزیز —که در دوران حکومت یعقوب لیث سپهسالار او بود و پس از مرگ وی به‌خدمت حکومت بغداد درآمده بود— به حکومت فارس و کرمان منصوب شد.
صاعد بن مخلد ملقب به ذوالوزارتین، وزیر خلیفه موفق، به فارس رفت و حملهٔ همه‌جانبه‌ای را علیه حکومت صفاری آغاز کرد. عمرو به‌همراه پسرش به‌سرعت راهی فارس شد؛ اما از احمد بن عبدالعزیز شکست خورد و به سیرجان عقب‌نشینی کرد. او بار دیگر به فارس حمله کرد؛ در نتیجه در سال ۲۷۴ خود خلیفه موفق به فارس آمد و عمرو بار دیگر به کرمان عقب‌نشینی کرد. در طی این وقایع ابوطلحه، حاکم خراسان، به عمرو خیانت کرد، از خلیفه حمایت کرد و محمد، پسر عمرو، به‌هنگام عقب‌نشینی در میانهٔ راه درگذشت. به نظر می‌رسید که خلافت قدرت پیشین خود را دوباره به دست آورده باشد؛ اما خلیفه موفق در نتیجهٔ تهدیداتی که از جانب شام به‌واسطهٔ فعالیت‌های طولونیان و دولت بیزانس، متوجهٔ دستگاه خلافت بود، خواهان صلح با عمرو شد. در سال ۲۷۵ خلیفه موفق حکومت خراسان، فارس و کرمان را به عمرو تفویض کرد و دستور داد تا نام عمرو را بر علم‌ها، نیزه‌ها و سپرها نوشتند. عمرو نیز در عوض پذیرفت سالانه ده میلیون درهم به بیت‌المال خلیفه بفرستد. با این حال خلیفه نام وی را از علم‌ها و سپرها پاک کرد و به احمد بن عبدالعزیز فرمان داد که بار دیگر به فارس حمله کرد. عمرو لیث نیز در تلافی نام خلیفه موفق را از خطبه‌ها بینداخت. او احمد را شکست داد و به‌سوی اهواز پیش راند. پس از آن عمرو با اسماعیل بن بلبل وزیر به گفت‌وگو نشست و در پی آن میان امیر صفاری و خلیفهٔ بغداد صلح شد.

### درگیری با رافع بن هرثمه
در سال ۲۶۸ خجستانی کشته شد. رافع بن هرثمه که در گذشته از حامیان طاهریان و سردار پیشین سپاه بود، فرماندهی سپاهیان شورشی را بر عهده گرفت. او توانست از ری تا هرات را زیر سلطهٔ خود درآورد. رافع به نیشابور لشکر کشید، ابوطلحه که عامل عمرو لیث در خراسان بود، با رافع مقابله نکرد و به مرو گریخت. عمرو لیث پس از رفع مشکلات در فارس و کرمان به هرات آمد، رافع را شکست داد و برای نیشابور عامل دیگری تعیین کرد. رافع بن هرثمه در مروالرود به‌صورت اتفاقی با ابوطلحه مواجه شد و آن‌ها ضد عمرو لیث متحد شدند؛ اما ابوطلحه یک شب از غفلت رافع استفاده کرد و عدهٔ زیادی از سپاهیان رافع را کشت، رافع فرار کرد و ابوطلحه به مرو رفت. عمرو لیث نامه‌ای به ابوطلحه فرستاد و او را به فرمان‌برداری از خود دعوت کرد؛ اما ابوطلحه نپذیرفت. سرانجام در نیشابور جنگی بین ابوطلحه و عمرو لیث درگرفت که باعث شکست ابوطلحه شد. در این جنگ هفت هزار نفر از سپاه ابوطلحه کشته شدند و خود او فرار کرد. در ماوراءالنهر اسماعیل بن احمد، برادر امیر نصر، وی را یاری داد و ابوطلحه در سال ۲۷۱ بر مرو دست یافت. در پایان همین سال میان او و عمرو لیث صلح برقرار شد و امیر صفاری وی را به‌نیابت از پسرش، محمد لیث، والی خراسان کرد. پس از آن طی درگیری‌های عمرو و خلیفه در فارس، ابوطلحه از حمایت عمرو دست کشید و حامی خلیفه شد. در سال ۲۷۹ معتضد به خلافت رسید. از نظر خلیفهٔ جدید رافع مطیع و فرمان‌بردار نبود و ارزش خود را به‌عنوان وزنهٔ تعادل در برابر قدرت‌گیری صفاریان از دست داده بود. در این زمان حکومت سامانیان در شرق پی‌ریزی شده بود و احتمالاً از نظر دستگاه خلافت آن‌ها گزینهٔ بهتری از رافع برای پیمان و همکاری بودند. معتضد فرمان امارت خراسان را دوباره به عمرو بخشید، از رافع که در ری بود، خواست تا سپاه خود را از شهر تخلیه کند و احمد بن عبدالعزیز را مأمور بیرون‌کردن رافع از ری کرد. رافع ناچار به گرگان گریخت؛ اما دوباره به ری بازگشت. وی در پی یافتن متحد، خلافت خلیفهٔ عباسی را انکار کرد؛ به این ترتیب توانست حمایت محمد بن زید را جلب کند و محمد به او وعده داد که جنگجویان دیلمی به او یاری خواهند رساند. درهمین زمان منصور بن محمد بن نصر، یکی از فرماندهان عمرو که از وی رنجیده بود، به رافع پناه آورد و علاوه بر او، دو پسر علی بن لیث، لیث و معدل نیز به رافع پیوستند. رافع فرمان داد در طبرستان و گرگان به‌نام علویان خطبه بخوانند. این روگردانی آشکار از تابعیت خلافت عباسی، امتیازی معنوی به عمرو داد که با استفاده از آن توانست حمایت اهل سنت و طبقات مذهبی خراسان را جلب کند. پس از آن عمرو به خراسان تاخت و هنگامی که او در سرخس بود، رافع بن هرثمه نیشابور را تسخیر کرد. او قصد داشت نیشابور را به‌عنوان مرکز تدارکات نظامی خود قرار دهد. رافع در این شهر نیز به‌نام علویان خطبه خواند و جامهٔ سیاه را —که شعار عباسیان بود— به جامهٔ سفید -که شعار علویان بود- تغییر داد. او همچنین خلیفه معتضد را متهم نمود که برای رسیدن به قدرت، مرگ عم خویش معتمد را تسریع کرده‌است. عمرو نیز محمد بن زید را نسبت به رافع بدبین کرد؛ در نتیجه کمکی از جانب محمد برای رافع فرستاده نشد. بعدها عمرو به پاس این خدمت طبرستان را به محمد بن زید واگذار کرد. در جنگی که بین عمرو و رافع درگرفت، در ابتدا رافع عمرو را شکست داد؛ ولی عمرو دوباره بازگشت، رافع از نیشابور رانده شد، در بیهق و طوس شکست خورد و سرانجام در خوارزم در سال ۲۸۳ کشته شد. هنگام جنگ لیث و معدل، پسران علی بن لیث، اسیر شدند. عمرو آن‌ها را آزاد کرد تا نزد پدرشان بروند؛ اما آن‌ها نپذیرفتند و در خدمت عمرو ماندند.

## واپسین سال‌ها و مرگ

#### روابط عمرو با خلفا
رابطهٔ خلافت عباسی با صفاریان، به‌ویژه با عمرو لیث، دارای فرازونشیب و پیچیدگی‌های خاصی بود.
این رابطه بنا بر مقتضیات زمان و شرایط سیاسی هرکدام از طرفین، گاه به‌صورت خصمانه، گاه توأم با مدارا بود و به‌نوعی میزان قدرتمندی طرفین، گسترهٔ نفوذ یا دامنهٔ نیازشان در موقعیت‌های خاص در روابطشان تعیین‌کننده بود. زمانی که عمرو لیث جانشین برادر شد، اهداف او از جمله ایجاد یک دولت نوین به‌کمک شمشیر، با نیروی عیاران و جنگجویان محلی را دنبال می‌کرد؛ اما به‌اندازهٔ یعقوب سرسخت و آشتی‌ناپذیر نبود. او در نامه‌ای که برای خلیفه نوشت، ضمن اعلام وفات یعقوب، از خلیفه اعلام اطاعت کرد. خلیفه نیز هرآنچه که متعلق به یعقوب بود، با عنوان صاحب شرطهٔ بغداد و سامرا، به عمرو واگذار کرد و عمرو نیز متعهد شد که سالیانه بیست میلیون درهم به خزانهٔ خلیفه بپردازد؛ البته به‌نقل از تاریخ کمبریج این مبلغ یک میلیون درهم و به‌نقل از تاریخ سیستان بیست هزار درهم بود.

عهد و لوای خلیفه در ستیز عمرو با خجستانی در خراسان کمک شایانی به وی کرد؛ زیرا اکنون غازیان و طبقات مذهبی خراسان از وی حمایت می‌کردند. عمرو در این زمان نفوذ زیادی بر خلیفه داشت و او حتی در مکه —که از قلمروی وی دور بود— اعتبار زیادی داشت؛ تا آنجا که در مراسم حج سال ۲۶۷ق عَلَمِ عمرو را در قسمت راست منبر پیامبر آویختند. همچنین با رضایت عمرو لیث خلیفه توانست به‌وسیلهٔ برادر خود موفق، صاحب الزنج را در مختاره در جنوب بصره محاصره و مغلوب کند و پس از پانزده سال جنگ و درگیری، سرانجام با قتل صاحب الزنج، نهضت بردگان را که لطمه‌ای بزرگ به حیثیت خلافت وارد کرده بود، از میان بردارد. با این‌همه این روند در سال‌های بعد مطابق میل عمرو پیش نرفت؛ چراکه از یک سو درگیری او با رقبایی همچون خجستانی و رافع بن هرثمه در خراسان و از سوی دیگر دسیسه‌های محمد بن طاهر، امیر پیشین خراسان که از اسارت یعقوب به بغداد گریخته بود، موقعیت عمرو را متزلزل ساخت. موفق، برادر خلیفه، نیز که منتظر چنین فرصتی بود، با نظر محمد بن طاهر، رافع را به‌عنوان نمایندهٔ خویش در خراسان بگمارد، محمد را رسماً به امارت بشناسد و در سال ۲۷۱ق عمرو را از خود براند. پس از آن لشکریان خلیفه، عمرو را که در فارس به سرکوب شورش‌هایی مشغول بود، شکست دادند و از فارس بیرون راندند. کوشش عمرو از کرمان برای بازپس‌گیری فارس نیز ناموفق بود. در این زمان به نظر می‌رسید که یک بار دیگر قدرت خلافت رو به تثبیت و فزونی است؛ ولی با تهدیدی که از سوی مغرب، از جانب مصر و بیزانس متوجهٔ خلافت شد، دستگاه خلافت بر آن شد تا دوباره با عمرو از در آشتی درآید و او را بر مسند حکومت فارس، خراسان و مشرق ابقا نماید. از طرفی دفع طغیان رافع را نیز به عمرو لیث سپرد. همچنین سکه‌های باقی‌ماندهٔ عمرو در فارس نشان می‌دهد، در فارس هم به‌رغم لشکرکشی‌های خلیفه، حکومت وی تا زمان ضرب سکه‌ها همچنان بپابرجا بوده‌است. عمرو که در این زمان رابطهٔ خود با خلیفه را مساعد می‌دید، از وی خواست تا ولایت ماوراءالنهر و هرآنچه را که طاهریان در امارت خراسان داشته‌اند، به او واگذار کند. خلیفه نیز علی‌رغم میل باطنی، اسماعیل سامانی را در حضور حاجیان خراسان عزل کرد و عهد ولایت ماوراءالنهر را با خلعت و هدایای مناسب، برای عمرو ارسال کرد؛ اما وی ضمن اظهار خرسندی و سپاس در جواب خلیفه گفت:
این را چه خواهم کرد که این ولایت از دست اسماعیل بن احمد بیرون نتوان کرد مگر به صد هزار شمشیر کشیده.
به نظر می‌آید که این سخن اشاره‌ای بود به آن که خلیفه در نهان اسماعیل را تشویق به مقاومت در برابر عمرو کرده بود و عمرو هم از این امر آگاه بود.
به هر حال علاقه‌ای که عمرو به گسترش قلمرو خویش داشت، سرانجام موجب شکست و مرگ وی شد؛ چراکه عمرو برای تصرف ولایتی جدید آهنگ ماوراءالنهر کرد و در جنگی که در سال ۲۸۷ق بین سپاهیان او و سپاه اسماعیل سامانی روی داد، به اسارت درآمد. زمانی که عمرو در عمارت نصر بن احمد محبوس بود، نامه‌ای به سیستان فرستاد مبنی بر اینکه در ازای آزادی‌اش مبلغ دو میلیون درهم به خلیفه بپردازند. زمانی که نامهٔ او به سیستان رسید، سران سپاه به پسران محمد یعنی نوادگان عمرو (طاهر و یعقوب) گفتند:
توجه به این که در نبرد پیش آمده تنها عمرو بود که جنگید و چون کاری از پیش نبرد، اسیر شد و اموالش به غارت رفت و ما از مهلکه خارج شدیم و آنچه که در خراسان و سیستان روی داد، به وقوع پیوست و با تو که طاهری بیعت شد و تو نیز از خزائن عمرو به ما کرم کردی و… با این تفاصیل نه برای تو و نه برای ما هیچ صلاح نیست که عمرو آزاد شود؛ زیرا اگر او از بند رها شود نه تو باقی می‌مانی و نه ما. و دیگر اوضاع در اختیارمان نخواهد بود.
در نهایت طاهر به‌دلیل اینکه نمی‌خواست قدرت خود را از دست بدهد، در انجام این امر کوتاهی کرد. در این بین سبکری ابتکار عمل را به دست گرفت، از فرصت استفاده کرد و برای حل‌وفصل مسائل اقداماتی انجام داد. در نهایت پس از این وقایع طاهر و یعقوب فردی را به‌سوی عمرو فرستادند، از اینکه فدیهٔ آزادی او را نفرستادند، عذرخواهی کردند و گفتند که در تهیهٔ آن می‌کوشند. آن‌ها برای توجیه کوتاهی خود، استیلای پسران شهفور و محمد بن حمدان بر حکومت و دفع آن‌ها را بهانه کردند.
در این بین محمد بن وصیف سجزی، از شعرای این عصر، برای عمرو شعری سرود و فرستاد. عمرو بعد از خواندن آن امیدش را از دست داد و دل از دنیا برکند.
کوشش بنده سبب از بخشش است
کار قضا بود و ترا عیب نیست
بود و نبود از صف ایزدست
بنده درمانده بیچاره کیست
اول مخلوق چه باشد زوال
کار جهان اول و آخر یکی ست
قول خداوند بخوان:فاستقم

معتقدی شو و بر آن بربایست
چند روز بعد معتضد عباسی از امیر اسماعیل سامانی خواست که عمرو را به بغداد بفرستد.
اسماعیل نیز که جز فرستادن او چاره‌ای نداشت به او گفت:
مرا نبایست که تو بر دست من گرفته شوی و چون گرفته شدی، نبایست کآنجا فرستم و نخواهم که زوال دولت شما بر دست من باشد. اکنون فرمان او نگاه دارم و تو را بر راه سیستان با سی سوار بفرستم، جهد کن تا کسی بیاید و ترا بستاند، تا ترا عذر باشد و تازیان ندارد.
اسماعیل، عمرو را همراه خادمی به نام اشناس فرستاد و سی روز در دهی به نام نِه ماندند؛ در حالی که در سیستان هیچ سراغی از عمرو نمی‌گرفتند. دراین‌باره اشناس به او گفت: «ای امیر، در همه عالم کسی تو را خواستار نیست»
و عمرو پاسخ داد:
ای استاد! من بر سر پادشاهی چون استاد بودم بر سر کودکان. چون کودکان از دستِ استاد رهایی یابند، کسی خواهند که باز آن جا باید نشست.
در نهایت او را به بغداد نزد خلیفه بردند و در آنجا او را بر شتری دو کوهانه و عظیم -که خودش برای خلیفه به‌عنوان هدیه فرستاده بود- نشاندند.
عبدالله بن معتز که عمرو را روی آن شتر دید فهمید که آن شتر را عمرو فرستاده، پس شعری با این مضمون گفت:
ای صفار همانا که عزت و مناعت طبع برای تو کافی است که بدان شادمان می‌شوی و بدان وسیله فرماندهی سپاه می‌کنی، سوار بر شترهایی هستند و درک نمی‌کنند گویی که سوار بر شتری است که اسیری را رهبری می‌کند.
وقتی عمرو را پیش خلیفه بردند، از او استقبال شد. خلیفه معتضد قصد داشت تا در ازای خدمات او به اسلام آزادش نماید؛ اما انجام آن را به نوبت دیگری موکول کرد. در این فاصله معتضد بیمار شد. بدرالکبیر، یکی از امرای عباسی که با عمرو خصومت فراوانی داشت، به خلیفه گفت چون او طمع دارد که بر همهٔ جهان حاکم شود، باید او را کشت؛ بنابراین خلیفه دستور قتل عمرو را صادر کرد؛ اما وقتی حکم اجرا شد، خلیفه از کردهٔ خود پشیمان شد و دستور داد تا بدر را هم بکشند. خود خلیفه هم مدت کوتاهی پس از این ماجرا در پانزدهم جمادی الآخر ۲۸۸ق درگذشت.

### رویارویی عمرو لیث با اسماعیل سامانی

#### قدرت‌گیری سامانیان
هرج‌ومرج در خراسان، شورش رافع بن هرثمه و عبدالله خجستانی و قیام یعقوب باعث شکل‌گیری قدرت جدیدی در شمال شرقی شد. سامانیان از سلسله‌های بزرگ ایرانی بودند که معاصر با صفاریان در ماوراءالنهر و خراسان قدرت گرفتند. قدرت سامانیان از سال ۲۰۴ق رو به افزایش نهاد. این خانواده که پیش‌ازاین زردشتی بودند، از طرف خلیفه و طاهریان مأمور فرمانداری شهرهای سمرقند و چاچ شدند. درگیری‌های یعقوب در جنوب ایران و عراق و هرج‌ومرج در قلمرو یعقوب بعد از مرگ او، باعث شد که سامانیان نفوذ خود را در ماوراءالنهر و خراسان گسترش دهند؛ در حالی که مرکز قدرتشان در ماوراءالنهر بود. جنگ‌وجدال‌های دائمی برای کسب قدرت در نقاط مختلف ایران، زمینه را برای تکامل و توسعهٔ قدرت سامانیان فراهم کرد. در همین زمان رابطهٔ عمرو و خلیفه با وجود هدایایی که برای خلیفه فرستاده می‌شد، بدتر شد و این وضعیت تأثیر به‌سزایی در سقوط عمرو داشت.

#### درگیری میان صفاریان و سامانیان
محمد بن عمرو خوارزمی از جانب عمرو لیث حاکم خوارزم بود. در زمان غیبت او اسماعیل بن احمد شخصی را به خوارزم فرستاد و عمرو لیث برای اینکه از خوارزمی حمایت کند، سپاهی را به بلخ فرستاد. اسماعیل سامانی قصد نداشت که با عمرو لیث بجنگد؛ ولی عمرو به جنگ اصرار کرد و نتیجه آن به‌نفع اسماعیل خاتمه یافت. عمرو لیث از یک طرف برای جبران شکست از سامانیان و از طرف دیگر در ازای دفع رافع بن هرثمه، از خلافت حکومت ماوراءالنهر را طلب کرد و وعده داد که در این صورت طبرستان را از وجود علویان پاک می‌کند. زمانی که نامهٔ عمرو لیث به خلیفه معتضد رسید، او مانند خلفای پیشین که در ارتباط با یعقوب صفاری به حیله متوسل شدند، در مقابل عمرو سیاست دوجانبه و حیله‌گرانه‌ای را پیش گرفت. او که از قدرت‌گیری بیشتر عمرو هراس داشت، حکومت ماوراءالنهر را به عمرو سپرد؛ اما از سوی دیگر به اسماعیل سامانی پیغام فرستاد که ما تو را عزل نکرده‌ایم و این چنین این دو حکومت را در برابر هم قرار داد.
با توجه به موقعیت پیش آمده و سیاست‌های مطرح‌شده، عمرو لیث و اسماعیل سامانی چاره‌ای جز رویارویی با یکدیگر نداشتند. عمرو لشکریان خود را آمادهٔ نبرد کرد، امیر اسماعیل نیز در مقابل مردم ماوراءالنهر را برای جنگ بسیج کرد و سرانجام با وجود نارضایتی‌های امرای صفاری از حضور عمرو در نبرد، او آمادهٔ جنگ شد و همراه سپاه به‌سوی بلخ رفت. به نظر می‌رسد در ابتدا اسماعیل سامانی حاضر به جنگ با عمرو نبود؛ به همین خاطر در نامه‌ای به عمرو گفت که سرزمین وسیعی تحت اختیار توست و من حافظ سرحدات اسلام هستم، پس بهتر است میان ما قرارداد صلحی بسته شود؛ اما عمرو پیشنهاد او را رد کرد. اسماعیل که راه گریزی از رویارویی با عمرو نداشت، با سپاهیان خود از رود جیحون گذشت و در مدت کوتاهی سپاه عمرو شکست خورد. عمرو دستور عقب‌نشینی داد و با چند تن از سپاهیان خود به بیراهه رفت؛ ولی اسبش در گل فرورفت، همراهان او را رها کرده، سپاهیان اسماعیل او را دستگیر کردند و عمرو در سمرقند زندانی شد.

#### دلایل شکست عمرو لیث از اسماعیل سامانی
1. عدم اعتماد خلیفه به عمرو: مخالفت و اقدامات یعقوب علیه خلافت باعث شد تا خلیفهٔ وقت، معتضد، به عمرو اعتماد نکند؛ چراکه می‌ترسید عمرو نیز راه یعقوب را در پیش گیرد.
2. پشتیبانی خلیفه از اسماعیل سامانی: خلیفه اسماعیل را به عمرو ترجیح می‌داد و احتمالاً او را به جنگ با عمرو تشویق می‌کرد؛ زیرا خاندان سامانی از سال‌ها پیش بر ماوراءالنهر حکومت می‌کردند، مطیع خلیفه بودند و حرکتی علیه او انجام نمی‌دادند؛ در حالی که عمرو مانند یعقوب بارها از فرمان خلیفه سرپیچی کرد و با سپاه خلیفه جنگید.
3. حمایت مردم ماوراءالنهر از اسماعیل سامانی و اعتمادشان به او: زمانی که سپاه عمرو به بخارا نزدیک شد، اسماعیل به مردم گفت که قصد عمرو از لشکرکشی به ماوراءالنهر به‌دست‌آوردن غنائم و قتل‌عام مردم است. مردم ماوراءالنهر که به گفته‌های اسماعیل اعتماد داشتند، بسیج شدند و در جنگ شرکت کردند.

۴. عدم اعتماد و آزردگی سپاهیان نسبت به عمرو: رفتار عمرو، مال‌دوستی و سخت‌گیری او در بخشش و پرداخت مواجب، استخدام جاسوس و عدم مشورت با بزرگان، به‌ویژه در امور نظامی، موجب نارضایتی بسیاری از عمرو شد.

## صفاریان پس از عمرو
پس از شکست عمرو، امیر اسماعیل نسبت به عمرو گذشت نشان داده، تصمیم داشت او را آزاد کند. دلیل این تصمیم را می‌توان آگاهی امیر اسماعیل از نیت و مکر خلیفه دانست. طی گفت‌وگوهایی که انجام شد، قرار شد که عمرو با پرداخت ۲ میلیون درهم آزاد شود؛ اما بزرگان و سرکردگان سپاه عمرو به طاهر، نوادهٔ او، گفتند که آزادی عمرو باعث کاهش قدرت وی خواهد شد و طاهر و فرماندهان سپاه به‌خاطر کوتاهی در جنگ و اقدامات ناپسندی که در نبود عمرو انجام داده بودند، مجازات خواهند شد. طاهر که برای مدتی طعم امارت را چشیده بود، نمی‌خواست قدرت خود را از دست بدهد. مدتی گذشت و عمرو از طرف نواده‌اش هیچ پاسخی دریافت نکرد. پس از چندی عمرو با تعلل و بهانه از سوی آن‌ها روبه‌رو شد. سرانجام عمرو لیث صفاری که از کمک خاندانش ناامید شده بود، حقیقت را دریافت، تن به سرنوشت سپرد و به بغداد فرستاده شد. با این حادثه دوران اوج قدرت صفاریان پایان یافت و دیگر هرگز موقعیت دوران یعقوب و عمرو لیث صفاری را به دست نیاوردند.
دورهٔ دوم حکومت صفاریان با امارت طاهر، نوادهٔ عمرو لیث، آغاز شد. از آغاز فرمانروایی طاهر تا گشودن سیستان به‌دست سپاه سامانی، ده سال طول کشید. طاهر به‌طور مشترک با برادرش یعقوب به حکمرانی می‌پرداخت. او به‌سبب علاقهٔ مفرطی که به عیاشی داشت، خزانهٔ حکومت را به باد داد. در این زمان امیران واقعی حکومت صفاری، لیث بن علی در پایتخت و سبکری در فارس بودند. لیث بن علی و برادرانش معدل و محمد هرکدام در مدتی کوتاه در زرنج قدرت را به دست گرفتند؛ اما در سال ۲۹۸ خلیفه مقتدر منشور حکومت سیستان و سرزمین‌های شرقی را به احمد بن اسماعیل سامانی بخشید. سامانیان محمد و معدل را دستگیر کردند، به بغداد فرستادند و حاکمی سامانی برای سیستان برگزیدند. آخرین امیر صفاری خلف بن احمد بود که پس از مرگ پدرش به حکومت رسید. حکومت صفاریان زمانی که سبکتگین، غلام اسبق سامانیان، حکومت خود را در غزنه پایه‌گذاری کرد و بُست را گرفت، با تهدیدی جدی مواجه شد. با مرگ خلف بن احمد در سال ۳۹۲ سیستان به قلمرو غزنویان اضافه شد و سلسلهٔ صفاریان از بین رفت.

## میراث
مطالعهٔ آثار مورخان، که از قرن سوم هجری به بعد باقی مانده، نشان می‌دهد شهرها و روستاها در عهد صفاریان توسعه و مرمت بسیار یافته‌است. از وقایع تاریخی که در این عصر در مناطقی مانند خراسان، سیستان، فارس و خوزستان تا بنادر خلیج فارس روی داده، می‌توان نتیجه گرفت که امرای صفاری به آبادانی شهرها و مناطق تحت فرمانروایی خود علاقه داشته‌اند، بیشتر از همه به ساختن کاخ، کوشک، ابنیه، قلاع، رباط، راه‌ها، سراها و احداث پل‌ها و مساجد می‌پرداختند و در هر شهری برای ساختن بندها فرامینی می‌دادند. به‌خصوص ایالت سیستان که در این دوره بسیار آباد بود. شهرهایی مثل بُست و نیشابور نیز مورد توجهٔ ویژهٔ صفاریان قرار گرفتند.
در نیشابور عمرو لیث بازاری بنا کرد، عمارات متعدد ساخت و مسجد جامع بزرگی ساخت که مقابل میدانی معروف به لشکرگاه واقع بود. این مسجد دارای چهار صحن است و سقف آن بر ستون‌هایی از آجر متکی است. اطراف مسجد سه رواق است و امارت بزرگ مسجد با کاشی زراندود آراسته شده‌است. خود مسجد یازده دَر دارد و دارای ستون‌های مرمر، سقف‌ها و دیوارهای پاکیزه و آراسته‌است. دارالاماره نزدیک مسجد جامع بود؛ البته در کتاب شهرهای معروف ایران تألیف کلارت، مسجد جامع نیشابور از ساخته‌های ابومسلم ذکر شده که عمرو لیث آن را تعمیر کرد و گسترش داد. در راه سیستان به کرمان، بین کاونیشک و کندر، رباطی است که عمرو لیث آن را ساخته‌است. شهر سنج از نواحی کرمان را نیز عمرو لیث بنا کرده‌است. مسجد جامع عتیق شیراز را که جزو ابنیهٔ مهم این شهر محسوب می‌شود، عمرو لیث بنا کرد. این مسجد در طی قرون به‌دلیل سوانح مختلف از جمله زلزله آسیب فراوانی دید، در دوره‌های بعد مرمت شد و تغییراتی در آن رُخ داد.

## منش و حیات فردی
بعد از مرگ یعقوب عمرو سعی کرد تا از رفتار او پیروی کند. او کارهای خیر زیادی نیز انجام داد و قصد انجام کارهای بیشتری را داشت که فرصت پیدا نکرد. عمرو فردی بخشنده بود. زمانی که شخصی برای او پارچه‌ای زربفت آورده بود، به او بیست هزار دینار بخشید، آن پارچه را به تعداد غلامان تکه‌تکه کرد و به هر یک تکه‌ای بخشید. عمرو معتقد بود: «چه اندر شکم بنجشک نباشد اندر شکم گاو گرد آید». او به هیچ زیردستی آسیب نمی‌رساند.
عمرو ظاهری گندم‌گون داشت و از یک چشم نابینا بود. گردیزی او را مردی بسیار هوشیار و روشن‌رأی معرفی می‌کند. بیهقی هم او را در تحمل مصائب، استواری اراده و پذیرش حکم خداوند در جریان مرگ فرزندش، محمد، ستایش می‌کند.
البته عمرو در داشتن تدبیر و سیاست به‌پای یعقوب نمی‌رسید و برخلاف یعقوب به تجملات و زندگی پُر زرق‌وبرق و شاهانه روی آورده بود. عمرو به اندوختن مال اهمیت می‌داد و اموالش بیشتر از خراج، مالیات مناطق زیر سلطه و اموال امرای کشوری تأمین می‌شد. عمرو به سپاهیان پاداش‌ها و کمک‌های مالی فراوانی می‌داد. او در ابتدای هر سال افراد سپاه را از نظر اسب، سلاح و… بازرسی می‌کرد و هدایایی درخور لیاقت به آن‌ها می‌داد. عمرو برای این‌که متوجهٔ چگونگی رفتار و افکار امرای لشکری شود، غلامانی را تربیت می‌کرد، آن‌ها را به فرماندهان و امرای سپاهی می‌بخشید و دستمزد آنان را از اموال خاصهٔ خود می‌پرداخت. این غلامان نیز وظیفه‌ای جز جاسوسی و خبرآوردن از اربابان خود نداشتند و این اقدام باعث ایجاد بی‌اعتمادی بین عمرو و امرایش می‌شد.
عمرو تدابیر نظامی نیز داشت. او در اغلب لشکرکشی‌ها کیسه‌های خالی حمل می‌کرد و یک بار که به باتلاقی غیرقابل عبور رسید، دستور داد تا کیسه‌ها را از شن و ماسه پُر کردند و راه عبور ایجاد کردند؛ به این ترتیب دشمن غافلگیر شد. در امور حکومتی با اطرافیان مشورت نمی‌کرد؛ برای مثال در جنگ با امیر اسماعیل سامانی با اینکه اطرافیان از او خواستند با سامانیان نجنگد یا دست‌کم شخصاً وارد جنگ نشود، پیشنهاد آن‌ها را نپذیرفت و در نهایت نیز مغلوب شد.

## خانواده
عمرو یک پسر داشت به نام محمد که به‌علت بیماری در زمان حیات پدر درگذشته بود. به همین دلیل نیز بعد از دستگیری عمرو و زندانی‌شدن او در بغداد، بزرگان لشکری و کشوری از جمله محمد بن شهفور، سرداران خراسان و بلال بن ازهر، از نقاط مختلف قلمروی صفاریان در بُست جمع شدند و طاهر بن محمد بن عمرو لیث را به حکومت برگزیدند.

### تبارنامه
|           |           |           |           |                             |                             |                             |                             |                             |                             |                          |                          |                          |                          |  |  |      |      |                                    |                                    |                                    |                                    | خسرو دوم                           |                                    |             |             |             |             |             |             |                                                          |                                                          |                                                          |                                                          |                                                          |                                                          |              |              |  |  |               |               |               |               |                           |                           |                           |                           |                           |                           |        |        |      |      |  |  |  |  |  |  |  |  |  |  |  |  |  |  |  |  |  |  |  |  |  |  |  |  |  |  |  |  |  |  |  |  |  |  |  |  |  |  |  |  |
|           |           |           |           |                             |                             |                             |                             |                             |                             |                          |                          |                          |                          |  |  |      |      |                                    |                                    |                                    |                                    |                                    |                                    |             |             |             |             |             |             |                                                          |                                                          |                                                          |                                                          |                                                          |                                                          |              |              |  |  |               |               |               |               |                           |                           |                           |                           |                           |                           |        |        |      |      |  |  |  |  |  |  |  |  |  |  |  |  |  |  |  |  |  |  |  |  |  |  |  |  |  |  |  |  |  |  |  |  |  |  |  |  |  |  |  |  |
|           |           |           |           |                             |                             |                             |                             |                             |                             |                          |                          |                          |                          |  |  |      |      |                                    |                                    |                                    |                                    | قباد                               |                                    |             |             |             |             |             |             |                                                          |                                                          |                                                          |                                                          |                                                          |                                                          |              |              |  |  |               |               |               |               |                           |                           |                           |                           |                           |                           |        |        |      |      |  |  |  |  |  |  |  |  |  |  |  |  |  |  |  |  |  |  |  |  |  |  |  |  |  |  |  |  |  |  |  |  |  |  |  |  |  |  |  |  |
|           |           |           |           |                             |                             |                             |                             |                             |                             |                          |                          |                          |                          |  |  |      |      |                                    |                                    |                                    |                                    |                                    |                                    |             |             |             |             |             |             |                                                          |                                                          |                                                          |                                                          |                                                          |                                                          |              |              |  |  |               |               |               |               |                           |                           |                           |                           |                           |                           |        |        |      |      |  |  |  |  |  |  |  |  |  |  |  |  |  |  |  |  |  |  |  |  |  |  |  |  |  |  |  |  |  |  |  |  |  |  |  |  |  |  |  |  |
|           |           |           |           |                             |                             |                             |                             |                             |                             |                          |                          |                          |                          |  |  |      |      |                                    |                                    |                                    |                                    | اردشیر سوم                         |                                    |             |             |             |             |             |             |                                                          |                                                          |                                                          |                                                          |                                                          |                                                          |              |              |  |  |               |               |               |               |                           |                           |                           |                           |                           |                           |        |        |      |      |  |  |  |  |  |  |  |  |  |  |  |  |  |  |  |  |  |  |  |  |  |  |  |  |  |  |  |  |  |  |  |  |  |  |  |  |  |  |  |  |
|           |           |           |           |                             |                             |                             |                             |                             |                             |                          |                          |                          |                          |  |  |      |      |                                    |                                    |                                    |                                    |                                    |                                    |             |             |             |             |             |             |                                                          |                                                          |                                                          |                                                          |                                                          |                                                          |              |              |  |  |               |               |               |               |                           |                           |                           |                           |                           |                           |        |        |      |      |  |  |  |  |  |  |  |  |  |  |  |  |  |  |  |  |  |  |  |  |  |  |  |  |  |  |  |  |  |  |  |  |  |  |  |  |  |  |  |  |
|           |           |           |           |                             |                             |                             |                             |                             |                             |                          |                          |                          |                          |  |  |      |      |                                    |                                    |                                    |                                    | کیخسرو                             |                                    |             |             |             |             |             |             |                                                          |                                                          |                                                          |                                                          |                                                          |                                                          |              |              |  |  |               |               |               |               |                           |                           |                           |                           |                           |                           |        |        |      |      |  |  |  |  |  |  |  |  |  |  |  |  |  |  |  |  |  |  |  |  |  |  |  |  |  |  |  |  |  |  |  |  |  |  |  |  |  |  |  |  |
|           |           |           |           |                             |                             |                             |                             |                             |                             |                          |                          |                          |                          |  |  |      |      |                                    |                                    |                                    |                                    |                                    |                                    |             |             |             |             |             |             |                                                          |                                                          |                                                          |                                                          |                                                          |                                                          |              |              |  |  |               |               |               |               |                           |                           |                           |                           |                           |                           |        |        |      |      |  |  |  |  |  |  |  |  |  |  |  |  |  |  |  |  |  |  |  |  |  |  |  |  |  |  |  |  |  |  |  |  |  |  |  |  |  |  |  |  |
|           |           |           |           |                             |                             |                             |                             |                             |                             |                          |                          |                          |                          |  |  |      |      |                                    |                                    |                                    |                                    | ماهان                              |                                    |             |             |             |             |             |             |                                                          |                                                          |                                                          |                                                          |                                                          |                                                          |              |              |  |  |               |               |               |               |                           |                           |                           |                           |                           |                           |        |        |      |      |  |  |  |  |  |  |  |  |  |  |  |  |  |  |  |  |  |  |  |  |  |  |  |  |  |  |  |  |  |  |  |  |  |  |  |  |  |  |  |  |
|           |           |           |           |                             |                             |                             |                             |                             |                             |                          |                          |                          |                          |  |  |      |      |                                    |                                    |                                    |                                    |                                    |                                    |             |             |             |             |             |             |                                                          |                                                          |                                                          |                                                          |                                                          |                                                          |              |              |  |  |               |               |               |               |                           |                           |                           |                           |                           |                           |        |        |      |      |  |  |  |  |  |  |  |  |  |  |  |  |  |  |  |  |  |  |  |  |  |  |  |  |  |  |  |  |  |  |  |  |  |  |  |  |  |  |  |  |
|           |           |           |           |                             |                             |                             |                             |                             |                             |                          |                          |                          |                          |  |  |      |      |                                    |                                    |                                    |                                    |                                    |                                    |             |             |             |             |             |             |                                                          |                                                          |                                                          |                                                          |                                                          |                                                          |              |              |  |  |               |               |               |               |                           |                           |                           |                           |                           |                           |        |        |      |      |  |  |  |  |  |  |  |  |  |  |  |  |  |  |  |  |  |  |  |  |  |  |  |  |  |  |  |  |  |  |  |  |  |  |  |  |  |  |  |  |
|           |           |           |           |                             |                             |                             |                             |                             |                             |                          |                          |                          |                          |  |  |      |      |                                    |                                    |                                    |                                    | حاتم                               | حاتم                               | حاتم        | حاتم        | حاتم        | حاتم        |             |             |                                                          |                                                          |                                                          |                                                          |                                                          |                                                          |              |              |  |  |               |               |               |               |                           |                           | سلیمان                    | سلیمان                    | سلیمان                    | سلیمان                    | سلیمان | سلیمان |      |      |  |  |  |  |  |  |  |  |  |  |  |  |  |  |  |  |  |  |  |  |  |  |  |  |  |  |  |  |  |  |  |  |  |  |  |  |  |  |  |  |
|           |           |           |           |                             |                             |                             |                             |                             |                             |                          |                          |                          |                          |  |  |      |      |                                    |                                    |                                    |                                    | حاتم                               | حاتم                               | حاتم        | حاتم        | حاتم        | حاتم        |             |             |                                                          |                                                          |                                                          |                                                          |                                                          |                                                          |              |              |  |  |               |               |               |               |                           |                           | سلیمان                    | سلیمان                    | سلیمان                    | سلیمان                    | سلیمان | سلیمان |      |      |  |  |  |  |  |  |  |  |  |  |  |  |  |  |  |  |  |  |  |  |  |  |  |  |  |  |  |  |  |  |  |  |  |  |  |  |  |  |  |  |
|           |           |           |           |                             |                             |                             |                             |                             |                             |                          |                          |                          |                          |  |  |      |      |                                    |                                    |                                    |                                    | معدل                               | معدل                               | معدل        | معدل        | معدل        | معدل        |             |             |                                                          |                                                          |                                                          |                                                          |                                                          |                                                          |              |              |  |  |               |               |               |               |                           |                           | فرقد                      | فرقد                      | فرقد                      | فرقد                      | فرقد   | فرقد   |      |      |  |  |  |  |  |  |  |  |  |  |  |  |  |  |  |  |  |  |  |  |  |  |  |  |  |  |  |  |  |  |  |  |  |  |  |  |  |  |  |  |
|           |           |           |           |                             |                             |                             |                             |                             |                             |                          |                          |                          |                          |  |  |      |      |                                    |                                    |                                    |                                    | معدل                               | معدل                               | معدل        | معدل        | معدل        | معدل        |             |             |                                                          |                                                          |                                                          |                                                          |                                                          |                                                          |              |              |  |  |               |               |               |               |                           |                           | فرقد                      | فرقد                      | فرقد                      | فرقد                      | فرقد   | فرقد   |      |      |  |  |  |  |  |  |  |  |  |  |  |  |  |  |  |  |  |  |  |  |  |  |  |  |  |  |  |  |  |  |  |  |  |  |  |  |  |  |  |  |
|           |           |           |           |                             |                             |                             |                             |                             |                             |                          |                          |                          |                          |  |  |      |      |                                    |                                    |                                    |                                    | لیث                                | لیث                                | لیث         | لیث         | لیث         | لیث         |             |             |                                                          |                                                          |                                                          |                                                          |                                                          |                                                          |              |              |  |  |               |               |               |               |                           |                           | لیث                       | لیث                       | لیث                       | لیث                       | لیث    | لیث    |      |      |  |  |  |  |  |  |  |  |  |  |  |  |  |  |  |  |  |  |  |  |  |  |  |  |  |  |  |  |  |  |  |  |  |  |  |  |  |  |  |  |
|           |           |           |           |                             |                             |                             |                             |                             |                             |                          |                          |                          |                          |  |  |      |      |                                    |                                    |                                    |                                    | لیث                                | لیث                                | لیث         | لیث         | لیث         | لیث         |             |             |                                                          |                                                          |                                                          |                                                          |                                                          |                                                          |              |              |  |  |               |               |               |               |                           |                           | لیث                       | لیث                       | لیث                       | لیث                       | لیث    | لیث    |      |      |  |  |  |  |  |  |  |  |  |  |  |  |  |  |  |  |  |  |  |  |  |  |  |  |  |  |  |  |  |  |  |  |  |  |  |  |  |  |  |  |
|           |           |           |           |                             |                             |                             |                             |                             |                             |                          |                          |                          |                          |  |  |      |      |                                    |                                    |                                    |                                    |                                    |                                    |             |             |             |             |             |             |                                                          |                                                          |                                                          |                                                          |                                                          |                                                          |              |              |  |  |               |               |               |               |                           |                           |                           |                           |                           |                           |        |        |      |      |  |  |  |  |  |  |  |  |  |  |  |  |  |  |  |  |  |  |  |  |  |  |  |  |  |  |  |  |  |  |  |  |  |  |  |  |  |  |  |  |
|           |           |           |           |                             |                             |                             |                             |                             |                             |                          |                          |                          |                          |  |  | طاهر | طاهر | طاهر                               | طاهر                               | طاهر                               | طاهر                               |                                    |                                    | علی         | علی         | علی         | علی         | علی         | علی         |                                                          |                                                          | عمرو ۲۶۵-۲۸۷                                             | عمرو ۲۶۵-۲۸۷                                             | عمرو ۲۶۵-۲۸۷                                             | عمرو ۲۶۵-۲۸۷                                             | عمرو ۲۶۵-۲۸۷ | عمرو ۲۶۵-۲۸۷ |  |  | یعقوب ۲۴۷-۲۶۵ | یعقوب ۲۴۷-۲۶۵ | یعقوب ۲۴۷-۲۶۵ | یعقوب ۲۴۷-۲۶۵ | یعقوب ۲۴۷-۲۶۵             | یعقوب ۲۴۷-۲۶۵             |                           |                           | خلف                       | خلف                       | خلف    | خلف    | خلف  | خلف  |  |  |  |  |  |  |  |  |  |  |  |  |  |  |  |  |  |  |  |  |  |  |  |  |  |  |  |  |  |  |  |  |  |  |  |  |  |  |  |  |
|           |           |           |           |                             |                             |                             |                             |                             |                             |                          |                          |                          |                          |  |  | طاهر | طاهر | طاهر                               | طاهر                               | طاهر                               | طاهر                               |                                    |                                    | علی         | علی         | علی         | علی         | علی         | علی         |                                                          |                                                          | عمرو ۲۶۵-۲۸۷                                             | عمرو ۲۶۵-۲۸۷                                             | عمرو ۲۶۵-۲۸۷                                             | عمرو ۲۶۵-۲۸۷                                             | عمرو ۲۶۵-۲۸۷ | عمرو ۲۶۵-۲۸۷ |  |  | یعقوب ۲۴۷-۲۶۵ | یعقوب ۲۴۷-۲۶۵ | یعقوب ۲۴۷-۲۶۵ | یعقوب ۲۴۷-۲۶۵ | یعقوب ۲۴۷-۲۶۵             | یعقوب ۲۴۷-۲۶۵             |                           |                           | خلف                       | خلف                       | خلف    | خلف    | خلف  | خلف  |  |  |  |  |  |  |  |  |  |  |  |  |  |  |  |  |  |  |  |  |  |  |  |  |  |  |  |  |  |  |  |  |  |  |  |  |  |  |  |  |
|           |           |           |           |                             |                             |                             |                             |                             |                             |                          |                          |                          |                          |  |  |      |      |                                    |                                    |                                    |                                    |                                    |                                    |             |             |             |             |             |             |                                                          |                                                          |                                                          |                                                          |                                                          |                                                          |              |              |  |  |               |               |               |               |                           |                           |                           |                           |                           |                           |        |        |      |      |  |  |  |  |  |  |  |  |  |  |  |  |  |  |  |  |  |  |  |  |  |  |  |  |  |  |  |  |  |  |  |  |  |  |  |  |  |  |  |  |
| ابی‌الحسین | ابی‌الحسین | ابی‌الحسین | ابی‌الحسین | ابی‌الحسین                   | ابی‌الحسین                   |                             |                             | محمد محرم تا ذی‌الحجه ۲۹۸    | محمد محرم تا ذی‌الحجه ۲۹۸    | محمد محرم تا ذی‌الحجه ۲۹۸ | محمد محرم تا ذی‌الحجه ۲۹۸ | محمد محرم تا ذی‌الحجه ۲۹۸ | محمد محرم تا ذی‌الحجه ۲۹۸ |  |  | معدل | معدل | معدل                               | معدل                               | معدل                               | معدل                               |                                    |                                    | لیث ۲۹۶-۲۹۸ | لیث ۲۹۶-۲۹۸ | لیث ۲۹۶-۲۹۸ | لیث ۲۹۶-۲۹۸ | لیث ۲۹۶-۲۹۸ | لیث ۲۹۶-۲۹۸ |                                                          |                                                          | محمد                                                     | محمد                                                     | محمد                                                     | محمد                                                     | محمد         | محمد         |  |  |               |               |               |               |                           |                           |                           |                           |                           |                           |        |        |      |      |  |  |  |  |  |  |  |  |  |  |  |  |  |  |  |  |  |  |  |  |  |  |  |  |  |  |  |  |  |  |  |  |  |  |  |  |  |  |  |  |
| ابی‌الحسین | ابی‌الحسین | ابی‌الحسین | ابی‌الحسین | ابی‌الحسین                   | ابی‌الحسین                   |                             |                             | محمد محرم تا ذی‌الحجه ۲۹۸    | محمد محرم تا ذی‌الحجه ۲۹۸    | محمد محرم تا ذی‌الحجه ۲۹۸ | محمد محرم تا ذی‌الحجه ۲۹۸ | محمد محرم تا ذی‌الحجه ۲۹۸ | محمد محرم تا ذی‌الحجه ۲۹۸ |  |  | معدل | معدل | معدل                               | معدل                               | معدل                               | معدل                               |                                    |                                    | لیث ۲۹۶-۲۹۸ | لیث ۲۹۶-۲۹۸ | لیث ۲۹۶-۲۹۸ | لیث ۲۹۶-۲۹۸ | لیث ۲۹۶-۲۹۸ | لیث ۲۹۶-۲۹۸ |                                                          |                                                          | محمد                                                     | محمد                                                     | محمد                                                     | محمد                                                     | محمد         | محمد         |  |  |               |               |               |               |                           |                           |                           |                           |                           |                           |        |        |      |      |  |  |  |  |  |  |  |  |  |  |  |  |  |  |  |  |  |  |  |  |  |  |  |  |  |  |  |  |  |  |  |  |  |  |  |  |  |  |  |  |
| محمد      |           |           |           |                             |                             |                             |                             |                             |                             |                          |                          |                          |                          |  |  |      |      |                                    |                                    |                                    |                                    |                                    |                                    |             |             |             |             |             |             |                                                          |                                                          |                                                          |                                                          |                                                          |                                                          |              |              |  |  |               |               |               |               |                           |                           |                           |                           |                           |                           |        |        |      |      |  |  |  |  |  |  |  |  |  |  |  |  |  |  |  |  |  |  |  |  |  |  |  |  |  |  |  |  |  |  |  |  |  |  |  |  |  |  |  |  |
|           |           |           |           |                             |                             |                             |                             |                             |                             |                          |                          |                          |                          |  |  |      |      |                                    |                                    |                                    |                                    |                                    |                                    |             |             |             |             |             |             |                                                          |                                                          |                                                          |                                                          |                                                          |                                                          |              |              |  |  |               |               |               |               |                           |                           |                           |                           |                           |                           |        |        |      |      |  |  |  |  |  |  |  |  |  |  |  |  |  |  |  |  |  |  |  |  |  |  |  |  |  |  |  |  |  |  |  |  |  |  |  |  |  |  |  |  |
|           |           |           |           |                             |                             |                             |                             |                             |                             |                          |                          |                          |                          |  |  |      |      |                                    |                                    |                                    |                                    |                                    |                                    |             |             |             |             |             |             |                                                          |                                                          |                                                          |                                                          |                                                          |                                                          |              |              |  |  |               |               |               |               |                           |                           |                           |                           |                           |                           |        |        |      |      |  |  |  |  |  |  |  |  |  |  |  |  |  |  |  |  |  |  |  |  |  |  |  |  |  |  |  |  |  |  |  |  |  |  |  |  |  |  |  |  |
| عایشه     | عایشه     | عایشه     | عایشه     | عایشه                       | عایشه                       |                             |                             | ابویوسف                     | ابویوسف                     | ابویوسف                  | ابویوسف                  | ابویوسف                  | ابویوسف                  |  |  |      |      | یعقوب                              | یعقوب                              | یعقوب                              | یعقوب                              | یعقوب                              | یعقوب                              |             |             |             |             |             |             | طاهر ۲۸۷-۲۹۶                                             | طاهر ۲۸۷-۲۹۶                                             | طاهر ۲۸۷-۲۹۶                                             | طاهر ۲۸۷-۲۹۶                                             | طاهر ۲۸۷-۲۹۶                                             | طاهر ۲۸۷-۲۹۶                                             |              |              |  |  | بانو          | بانو          | بانو          | بانو          | بانو                      | بانو                      |                           |                           | محمد                      | محمد                      | محمد   | محمد   | محمد | محمد |  |  |  |  |  |  |  |  |  |  |  |  |  |  |  |  |  |  |  |  |  |  |  |  |  |  |  |  |  |  |  |  |  |  |  |  |  |  |  |  |
| عایشه     | عایشه     | عایشه     | عایشه     | عایشه                       | عایشه                       |                             |                             | ابویوسف                     | ابویوسف                     | ابویوسف                  | ابویوسف                  | ابویوسف                  | ابویوسف                  |  |  |      |      | یعقوب                              | یعقوب                              | یعقوب                              | یعقوب                              | یعقوب                              | یعقوب                              |             |             |             |             |             |             | طاهر ۲۸۷-۲۹۶                                             | طاهر ۲۸۷-۲۹۶                                             | طاهر ۲۸۷-۲۹۶                                             | طاهر ۲۸۷-۲۹۶                                             | طاهر ۲۸۷-۲۹۶                                             | طاهر ۲۸۷-۲۹۶                                             |              |              |  |  | بانو          | بانو          | بانو          | بانو          | بانو                      | بانو                      |                           |                           | محمد                      | محمد                      | محمد   | محمد   | محمد | محمد |  |  |  |  |  |  |  |  |  |  |  |  |  |  |  |  |  |  |  |  |  |  |  |  |  |  |  |  |  |  |  |  |  |  |  |  |  |  |  |  |
|           |           |           |           |                             |                             |                             |                             |                             |                             |                          |                          |                          |                          |  |  |      |      |                                    |                                    |                                    |                                    |                                    |                                    |             |             |             |             |             |             |                                                          |                                                          |                                                          |                                                          |                                                          |                                                          |              |              |  |  |               |               |               |               |                           |                           |                           |                           |                           |                           |        |        |      |      |  |  |  |  |  |  |  |  |  |  |  |  |  |  |  |  |  |  |  |  |  |  |  |  |  |  |  |  |  |  |  |  |  |  |  |  |  |  |  |  |
| امیر طاهر | امیر طاهر | امیر طاهر | امیر طاهر | امیر طاهر                   | امیر طاهر                   |                             |                             | عایشه                       | عایشه                       | عایشه                    | عایشه                    | عایشه                    | عایشه                    |  |  |      |      | ابوالحفص عمرو رمضان ۲۹۹-ذی‌الحجه۳۰۰ | ابوالحفص عمرو رمضان ۲۹۹-ذی‌الحجه۳۰۰ | ابوالحفص عمرو رمضان ۲۹۹-ذی‌الحجه۳۰۰ | ابوالحفص عمرو رمضان ۲۹۹-ذی‌الحجه۳۰۰ | ابوالحفص عمرو رمضان ۲۹۹-ذی‌الحجه۳۰۰ | ابوالحفص عمرو رمضان ۲۹۹-ذی‌الحجه۳۰۰ |             |             |             |             |             |             | ابوالعباس مدتی کوتاه همزمان با امیر جعفر در جراوادکن ۳۴۱ | ابوالعباس مدتی کوتاه همزمان با امیر جعفر در جراوادکن ۳۴۱ | ابوالعباس مدتی کوتاه همزمان با امیر جعفر در جراوادکن ۳۴۱ | ابوالعباس مدتی کوتاه همزمان با امیر جعفر در جراوادکن ۳۴۱ | ابوالعباس مدتی کوتاه همزمان با امیر جعفر در جراوادکن ۳۴۱ | ابوالعباس مدتی کوتاه همزمان با امیر جعفر در جراوادکن ۳۴۱ |              |              |  |  |               |               |               |               | امیر ابوجعفر احمد ۳۱۱-۳۵۲ | امیر ابوجعفر احمد ۳۱۱-۳۵۲ | امیر ابوجعفر احمد ۳۱۱-۳۵۲ | امیر ابوجعفر احمد ۳۱۱-۳۵۲ | امیر ابوجعفر احمد ۳۱۱-۳۵۲ | امیر ابوجعفر احمد ۳۱۱-۳۵۲ |        |        |      |      |  |  |  |  |  |  |  |  |  |  |  |  |  |  |  |  |  |  |  |  |  |  |  |  |  |  |  |  |  |  |  |  |  |  |  |  |  |  |  |  |
| امیر طاهر | امیر طاهر | امیر طاهر | امیر طاهر | امیر طاهر                   | امیر طاهر                   |                             |                             | عایشه                       | عایشه                       | عایشه                    | عایشه                    | عایشه                    | عایشه                    |  |  |      |      | ابوالحفص عمرو رمضان ۲۹۹-ذی‌الحجه۳۰۰ | ابوالحفص عمرو رمضان ۲۹۹-ذی‌الحجه۳۰۰ | ابوالحفص عمرو رمضان ۲۹۹-ذی‌الحجه۳۰۰ | ابوالحفص عمرو رمضان ۲۹۹-ذی‌الحجه۳۰۰ | ابوالحفص عمرو رمضان ۲۹۹-ذی‌الحجه۳۰۰ | ابوالحفص عمرو رمضان ۲۹۹-ذی‌الحجه۳۰۰ |             |             |             |             |             |             | ابوالعباس مدتی کوتاه همزمان با امیر جعفر در جراوادکن ۳۴۱ | ابوالعباس مدتی کوتاه همزمان با امیر جعفر در جراوادکن ۳۴۱ | ابوالعباس مدتی کوتاه همزمان با امیر جعفر در جراوادکن ۳۴۱ | ابوالعباس مدتی کوتاه همزمان با امیر جعفر در جراوادکن ۳۴۱ | ابوالعباس مدتی کوتاه همزمان با امیر جعفر در جراوادکن ۳۴۱ | ابوالعباس مدتی کوتاه همزمان با امیر جعفر در جراوادکن ۳۴۱ |              |              |  |  |               |               |               |               | امیر ابوجعفر احمد ۳۱۱-۳۵۲ | امیر ابوجعفر احمد ۳۱۱-۳۵۲ | امیر ابوجعفر احمد ۳۱۱-۳۵۲ | امیر ابوجعفر احمد ۳۱۱-۳۵۲ | امیر ابوجعفر احمد ۳۱۱-۳۵۲ | امیر ابوجعفر احمد ۳۱۱-۳۵۲ |        |        |      |      |  |  |  |  |  |  |  |  |  |  |  |  |  |  |  |  |  |  |  |  |  |  |  |  |  |  |  |  |  |  |  |  |  |  |  |  |  |  |  |  |
|           |           |           |           |                             |                             |                             |                             |                             |                             |                          |                          |                          |                          |  |  |      |      |                                    |                                    |                                    |                                    |                                    |                                    |             |             |             |             |             |             |                                                          |                                                          |                                                          |                                                          |                                                          |                                                          |              |              |  |  |               |               |               |               |                           |                           |                           |                           |                           |                           |        |        |      |      |  |  |  |  |  |  |  |  |  |  |  |  |  |  |  |  |  |  |  |  |  |  |  |  |  |  |  |  |  |  |  |  |  |  |  |  |  |  |  |  |
|           |           |           |           | امیر حسین مدت کوتاهی در ۳۶۱ | امیر حسین مدت کوتاهی در ۳۶۱ | امیر حسین مدت کوتاهی در ۳۶۱ | امیر حسین مدت کوتاهی در ۳۶۱ | امیر حسین مدت کوتاهی در ۳۶۱ | امیر حسین مدت کوتاهی در ۳۶۱ |                          |                          |                          |                          |  |  |      |      |                                    |                                    |                                    |                                    |                                    |                                    |             |             |             |             |             |             |                                                          |                                                          |                                                          |                                                          |                                                          |                                                          |              |              |  |  |               |               |               |               | امیر خلف ۳۵۲-۳۵۳ ۳۵۸-۳۹۳  | امیر خلف ۳۵۲-۳۵۳ ۳۵۸-۳۹۳  | امیر خلف ۳۵۲-۳۵۳ ۳۵۸-۳۹۳  | امیر خلف ۳۵۲-۳۵۳ ۳۵۸-۳۹۳  | امیر خلف ۳۵۲-۳۵۳ ۳۵۸-۳۹۳  | امیر خلف ۳۵۲-۳۵۳ ۳۵۸-۳۹۳  |        |        |      |      |  |  |  |  |  |  |  |  |  |  |  |  |  |  |  |  |  |  |  |  |  |  |  |  |  |  |  |  |  |  |  |  |  |  |  |  |  |  |  |  |

## منبع‌شناسی